# Zeila
Zeila (somalisch Saylac) ist ein Ort im völkerrechtlich zu Somalia gehörenden De-facto-Regime Somaliland, nahe der Grenze zu Dschibuti in der Region Awdal, Es liegt am Golf von Aden und hat etwa 4500 Einwohner.
Zeila ist bekannt für die Inseln (Zeila-Inseln), Korallenriffe und Mangroven vor seiner Küste. An Land ist es von Wüste umgeben. Die beschränkte Verfügbarkeit von Trinkwasser verhinderte historisch ein stärkeres Wachstum des Ortes.

## Geschichte
In der Antike wurde Zeila mit der „Stadt der Alawiten“ in Verbindung gebracht. Unter seinem eigenen Namen erscheint es erstmals 891 im Werk des arabischen Geographen al-Yaʿqūbī. Auch al-Masʿūdī und Ibn Hauqal erwähnen den Ort. Letzterer beschreibt ihn als Hafen, wo man sich von Äthiopien in den Jemen und den Hedschas einschiffen kann. Die Bedeutung Zeilas als Handelszentrum wird von al-Idrisi und Ibn Said bestätigt, die es als Sklavenhandelszentrum unter äthiopischer Kontrolle beschreiben. Der Reisende Ibn Battūta besuchte Zeila im Jahre 1329, war jedoch von dem Ort nicht angetan.
Zeila war Hauptstadt des Sultanats Adal.
Im 16. Jahrhundert wurde Zeila 1517 und 1528 von Portugiesen überfallen. Überfälle somalischer Nomaden veranlassten den Herrscher Garad Lado, eine Mauer darum herum bauen zu lassen. Später verlor es an Bedeutung und wurde zur Besitzung der jemenitischen Stadt Mokka. 1875 erwarb Ägypten die Stadt vom Osmanischen Reich, wurde aber bereits 1885 zusammen mit dem weiter östlich gelegenen Berbera Teil der Kolonie Britisch-Somaliland, die sich 1960 mit Italienisch-Somaliland zum heutigen Somalia vereinigte.
Der Bürgerkrieg, der in der Region bis 1996 andauerte, führte zur Zerstörung zahlreicher Gebäude in Zeila und zur Flucht vieler seiner Bewohner in das benachbarte Dschibuti. Seit das faktisch autonome Somaliland 1991 seine – international nicht anerkannte – Unabhängigkeit ausgerufen hat, ist die Situation jedoch stabiler geworden, sodass viele wieder zurückgekehrt sind. Mithilfe der Geldüberweisungen von im Ausland lebenden Somali wurde Zeila wieder aufgebaut. Es bestehen auch Pläne, die historischen Stätten in Zeila zu restaurieren und touristisch zu nutzen.

## Söhne und Töchter der Stadt
- Hassan Sheikh Mumin (1931–2008), Dichter und Dramatiker